# ダウン・ザ・ワールド
『ダウン・ザ・ワールド』は、1994年9月30日に日本のアスキーから発売されたスーパーファミコン用のロールプレイングゲーム。
サーラ姫の危機により滅びゆく世界を救出するため、勇者を捜す旅に出た主人公が、勇者と共に世界を渡り歩き各地の危機を救いながら世界の滅亡を目論む妖術の賢者メルヴィルとの戦いを経てサーラ姫を救出する物語。スーパーファミコンソフト史上初の女性ボーカルによる「主題歌」が採用されている事などを特徴としている。ドラマ『君のためにできること』の主題歌でミリオンセラーを達成した小野正利が担当している。
開発はアスキーが行い、シナリオは作詞家の康珍化、プロデュースはゲーム誌『ファミコン通信』編集長の浜村弘一、開発プロデュースは『Wizap! -ウィザップ 〜暗黒の王-』（1994年）を手掛けた金田剛および吉田穂積、キャラクター・デザインは『ファミコン通信』の表紙イラストを手掛けた松下進、音楽はPlayStation用ソフト『ソールドアウト』（1997年）を手掛けたジェフ・ファイファー、海外を中心に活動するサウンドプロデューサーの兼松光が担当している。
なお、同名のTRPGも存在する。

## ストーリー
すべての命の源である、命のつぼみの国に住むサーラ姫。ある時、サーラ姫の胸に小さなトゲが刺さり病に陥ってしまう。姫が死んでしまう事となれば、共に命ある全ての世界が滅び去る運命におかれていた。その事を知った、ガラの街に住む妖術の賢者メルヴィルは、賢者の玉の力を借りて、命のつぼみの国へ続く全ての扉を閉ざしてしまう。「誰もサーラのトゲを抜いてはならん。サーラが死ねば、この汚れた世界が変わる。そして、新しく、美しい世界を作り上げるのだ」と。
瀕死のサーラ姫は、臣下のマムラン王を枕もとに呼び、10粒の涙を与えると、こう言った。「愛をココロに持つ国(ヒトの世界)へ行きなさい。私の胸のトゲを抜くことができる勇者がそこにいます」マムラン王は、命のつぼみの国を旅立った。しかし、旅の途中でメルヴィル軍の攻撃を受け、サーラの涙から生まれた10人の青い涙の騎士のうち、9人の騎士までを失ってしまう。残された騎士は、落ちこぼれの涙の騎士ガオ。ただひとり。ガオは、王の命を受けて、愛をココロに持つ国へ旅立ち、勇者(プレイヤー)に出会う。はたして勇者は、命のつぼみの国に辿りつくことができるのだろうか？

## ゲーム内容
戦闘システムは「ATB（アクティブ・タクティカル・バトル）」。戦闘はオートで行われる。プレイヤーは行動パターンを組み、キャラクターがどのように動くかをある程度設定する。

## 登場人物
ガオ
主人公。青い涙の騎士。プレイヤーは彼に導かれ、サーラ姫を救うために彼らを指揮する勇者となる。
ベルベル
生意気で強気な性格の妖精。戦闘には参加しない。ガオとともに、勇者を命のつぼみの国へ案内する。背中に6枚の羽根を持ち、戦闘不能になったガオを救う効果を持っている。

## 音楽
主題歌
- 「愛のテーマ～NOW MY LOVE」
  - 作詞・作曲：ジェフ・ファイファー、ロブ・ファイファー

サウンドトラック
- ダウン・ザ・ワールド・ミュージック エピソード1

## スタッフ
- ストーリー：康珍化
- スクリーンプレイ：康珍化、杉山一郎
- アート・ディレクション、キャラクター・デザイン：松下進
- サウンド・プロデュース：兼松光
- 音楽：ジェフ・ファイファー、ロブ・ファイファー
- プロデュース：浜村弘一
- 開発プロデュース：金田剛、吉田穂積
- ディレクト：かわのひろみつ
- プログラム：かわのひろみつ、すずきひさし、いのうえたくみ、たかとりみつはる、なかやませいじ、わたなべたくや
- グラフィック・デザイン：さわじりたくみ、ながいつよし、おおしまなおと、和田伸郎、よしだたかひろ
- サウンド・プログラム：鵜飼秀一
- 効果音：鵜飼秀一、山田耕治
- サウンドドライバー・システム：鵜飼秀一
- 効果音プログラム：いのうえたくみ
- パブリシティー：小池宏之、いそべしんいち、須田PIN
- スペシャル・サンクス：池田浩一、巌光生、二木康夫
- バトル・デザイン・アシスト：みやぎひろし、おおさわけんじ
- ゲーム・デザイン：杉山一郎、なかやませいじ

## 評価
ゲーム誌『ファミコン通信』の「クロスレビュー」では、8・7・7・6の合計28点（満40点）、『ファミリーコンピュータMagazine』の読者投票による「ゲーム通信簿」での評価は以下の通り、21.2点（満30点）となっている。
| 項目 | キャラクタ | 音楽 | お買得度 | 操作性 | 熱中度 | オリジナリティ | 総合 |
| 得点 | 3.7        | 3.5  | 3.5      | 3.4    | 3.3    | 3.8            | 21.2 |